# 부안우체국
부안우체국(扶安郵遞局)은 과학기술정보통신부 우정사업본부 전북지방우정청 소속의 우편물 취급기관이다.

## 연혁
- 1905년 6월 2일 : 부안임시우체소 설치[1]
- 1906년 12월 1일 : 부안우편취급소로 개칭[2]
- 1908년 5월 1일 : 부안우체소 설치[3]
- 1908년 9월 26일 : 줄포우편소 설치[4]
- 1910년 9월 25일 : 부안우체소 폐지[5]
- 1910년 9월 26일 : 부안우편소 설치[6]
- 1941년 2월 1일 : 부안우편소를 부안우편국으로, 줄포우편소를 줄포우편국으로 개칭[7]
- 1948년 : 부안우체국으로 개칭
- 1954년 7월 1일 : 줄포우체국 사무취급을 중지하고 고부우체국으로 승계[8]
- 1957년 8월 13일 : 줄포우체국 개국
- 1961년 12월 10일 : 변산우체국 개국[9]
- 1962년 5월 16일 : 부안우체국 곰소분국 개국[10]
- 1962년 6월 15일 : 전북상서우체국, 하서우체국 별정우체국 개국[11]
- 1963년 : 위도면이 부안군으로 편입됨에 따라 위도우체국을 영광우체국으로부터 이관받음
- 1963년 5월 31일 : 백산우체국 별정우체국 개국[12]
- 1964년 8월 31일 : 부안우체국 곰소분국 폐국[13]
- 1964년 9월 1일 : 곰소우체국 별정우체국 개국[13]
- 1964년 12월 15일 : 전북주산우체국 별정우체국 개국[14]
- 1964년 12월 22일 : 동진우체국 별정우체국 개국[14]
- 1966년 8월 1일 : 보안우체국 별정우체국 개국[15]
- 1966년 9월 20일 : 행안우체국 별정우체국 개국[16]
- 1972년 12월 20일 : 전북격포우체국 개국
- 1977년 12월 5일 : 계화우체국 개국[17]
- 1985년 12월 30일 : 부안서돈지우편취급소, 부안중리우편취급소 신설[18]
- 1987년 12월 30일 : 부안서외우편취급소 신설[19]
- 1991년 1월 21일 : 부안오곡리우편취급소 신설[20]
- 1993년 2월 10일 : 전북격포우체국을 격포우체국으로 명칭 변경[21]
- 2000년 7월 1일 : 격포우체국을 부안격포우체국으로, 계화우체국을 부안계화우체국으로, 곰소우체국을 부안곰소우체국으로, 동진우체국을 부안동진우체국으로, 백산우체국을 부안백산우체국으로, 변산우체국을 부안변산우체국으로, 보안우체국을 부안보안우체국으로, 전북상서우체국을 부안상서우체국으로, 위도우체국을 부안위도우체국으로, 전북주산우체국을 부안주산우체국으로, 줄포우체국을 부안줄포우체국으로, 하서우체국을 부안하서우체국으로, 행안우체국을 부안행안우체국으로 명칭 변경[22]
- 2014년 1월 1일: 우편구역을 다음과 같이 고시[23]

| 배달국         | 배달구역                                                              | 구역번호                                                                       |
| -------------- | --------------------------------------------------------------------- | ------------------------------------------------------------------------------ |
| 부안우체국     | 부안읍 · 계화면 · 동진면 · 백산면 · 상서면 · 주산면 · 하서면 · 행안면 | 56300 ~ 56323 56327 ~ 56328 56331 ~ 56336 (단, 56327 ~ 56328 중 보안면은 제외) |
| 부안줄포우체국 | 줄포면 · 보안면 · 진서면, 고창군 부안면 죽도                          | 56324 ~ 56330 56341 56344 ~ 56346 56418 (단, 56327 ~ 56328 중 주산면은 제외)   |
| 부안변산우체국 | 변산면, 군산시 옥도면 비안도리 · 두리도리                             | 56342 ~ 56343 56337 ~ 56340 54000 (단, 54000은 비안도리, 두리도리 지역만 포함) |
| 부안위도우체국 | 위도면                                                                | 56347 ~ 56349                                                                  |

- 2016년 9월 1일: 부안계화우체국 점심시간 휴무 시행[24]
- 2020년 8월 17일 : 부안격포우체국이 부안변산우체국으로 업무 이관되어 폐국[25]
- 2020년 8월 24일 : 부안격포우편취급국 신설[26]
- 2021년 5월 1일 : 부안격포우편취급국, 부안서외우편취급국 점심시간 휴무 시행[27]

## 관할 우체국
| 우체국명             | 사진 | 주소                                       | 비고                                     |
| -------------------- | ---- | ------------------------------------------ | ---------------------------------------- |
| 부안격포우체국       |      | 전북특별자치도 부안군 변산면 격포로 190    | 2020년 8월 17일 폐국                     |
| 부안격포우편취급국   |      | 전북특별자치도 부안군 변산면 격포로 235    | 2020년 8월 24일 신설 점심시간 휴무 시행  |
| 부안계화우체국       |      | 전북특별자치도 부안군 계화면 간재로 400    | 점심시간 휴무 시행                       |
| 부안곰소우체국       |      | 전북특별자치도 부안군 진서면 청자로 937-1  | 별정우체국                               |
| 부안동진우체국       |      | 전북특별자치도 부안군 동진면 동진로 88     | 별정우체국                               |
| 부안백산우체국       |      | 전북특별자치도 부안군 백산면 시기길 14     | 별정우체국                               |
| 부안변산우체국       |      | 전북특별자치도 부안군 변산면 지서로 77     |                                          |
| 부안보안우체국       |      | 전북특별자치도 부안군 보안면 부안로 1134   | 별정우체국                               |
| 부안상서우체국       |      | 전북특별자치도 부안군 상서면 부안로 2004   | 별정우체국                               |
| 부안서돈지우편취급소 |      | 전북특별자치도 부안군 계화면 의복리        |                                          |
| 부안서외우편취급국   |      | 전북특별자치도 부안군 부안읍 번영로 94-1   | 1987년 12월 30일 신설 점심시간 휴무 시행 |
| 부안오곡우편취급국   |      | 전북특별자치도 부안군 백산면 백산로 351    |                                          |
| 부안위도우체국       |      | 전북특별자치도 부안군 위도면 위도로 259    | 별정우체국                               |
| 부안주산우체국       |      | 전북특별자치도 부안군 주산면 선돌로 364    | 별정우체국                               |
| 부안줄포우체국       |      | 전북특별자치도 부안군 줄포면 줄포중앙로 52 |                                          |
| 부안중리우편취급소   |      | 전북특별자치도 부안군 부안읍 옹중리        |                                          |
| 부안하서우체국       |      | 전북특별자치도 부안군 하서면 신지길 1      | 별정우체국                               |
| 부안행안우체국       |      | 전북특별자치도 부안군 행안면 변산로 134    | 별정우체국                               |